# Edina Csaba
Edina Diana Csaba (ur. 15 maja 1979) – węgierska szablistka, dwukrotna medalistka mistrzostw świata.
Podczas mistrzostw świata w Lizbonie w 2002 roku Węgierki w składzie: Edina Csaba, Orsolya Nagy, Annamaria Nagy i Gabriella Sznopek zdobyły srebrny medal w zawodach drużynowych. W tej samej konkurencji zdobyła też brązowy medal na mistrzostwach świata w Lipsku w 2005 roku.
Zdobyła brąz w zawodach indywidualnych na mistrzostwach Europy w Bolzano w 1999 roku. Na rozgrywanych trzy lata później mistrzostwach Europy w Moskwie była druga w zawodach drużynowych. Ponadto wywalczyła indywidualnie brązowy medal na mistrzostwach Europy w Bourges w 2003 roku.
Nigdy nie wzięła udziału w igrzyskach olimpijskich.